# Obersiebenbrunn
Obersiebenbrunn är en ort och kommun  i Österrike. Den ligger i distriktet Gänserndorf i förbundslandet Niederösterreich,  27 km öster om huvudstaden Wien.